# Nicolai Brøchner
Nicolai Brøchner (Kolding, Dinamarca, 4 de julho de 1993) é um ciclista dinamarquês que compete na equipa ColoQuick de categoria Continental.

## Palmarés
- 2014
  - 1 etapa do Tour de Gila

- 2015
- Scandinavian Race

- 2016
  - 2 etapas do An Post Rás

- 2017
- Himmerland Rundt
- Tour de Overijssel[1]
- Scandinavian Race
  - 1 etapa do An Post Rás
  - 2.º no Campeonato da Dinamarca em Estrada

- 2019
  - 1 etapa do Volta à Normandia

## Equipas
- Team Designa Kokken-Knudsgaard (2012)
- Bissell Pro Cycling (08.2013-2014)
- Riwal Platform Cycling Team (2015-2017)
- Holowesko Citadel (2018)
- Riwal Readynez (2019)
- ColoQuick[2] (2020-)